# Еланд (Вісконсин)
Еланд (англ. Eland) — селище (англ. village) в США, в окрузі Шавано штату Вісконсин. Населення — 199 осіб (2020).

## Географія
Еланд розташований за координатами 44°52′1″ пн. ш. 89°12′32″ зх. д. / 44.86694° пн. ш. 89.20889° зх. д. (44.867002, -89.208930).  За даними Бюро перепису населення США в 2010 році селище мало площу 5,74 км², уся площа — суходіл.

## Демографія
Згідно з переписом 2010 року, у селищі мешкали 202 особи в 86 домогосподарствах у складі 58 родин. Густота населення становила 35 осіб/км².  Було 93 помешкання (16/км²).
Расовий склад населення:
| - 92,1 % — білих - 4,5 % — корінних американців - 2,5 % — осіб інших рас |

До двох чи більше рас належало 1,0 %. Частка іспаномовних становила 2,5 % від усіх жителів.
За віковим діапазоном населення розподілялося таким чином: 16,8 % — особи молодші 18 років, 63,4 % — особи у віці 18—64 років, 19,8 % — особи у віці 65 років та старші. Медіана віку мешканця становила 46,8 року. На 100 осіб жіночої статі у селищі припадало 106,1 чоловіків;  на 100 жінок у віці від 18 років та старших — 112,7 чоловіків також старших 18 років.
Середній дохід на одне домашнє господарство  становив 54 324 долари США (медіана — 44 000), а середній дохід на одну сім'ю — 59 358 доларів (медіана — 48 333). За межею бідності перебувало 13,5 % осіб, у тому числі 14,0 % дітей у віці до 18 років та 7,1 % осіб у віці 65 років та старших.
Цивільне працевлаштоване населення становило 111 осіб. Основні галузі зайнятості: виробництво — 25,2 %, освіта, охорона здоров'я та соціальна допомога — 14,4 %, сільське господарство, лісництво, риболовля — 12,6 %, мистецтво, розваги та відпочинок — 10,8 %.